# David Packer
David Packer (Passaic, Nueva Jersey, 25 de agosto de 1962) es un actor estadounidense. 

## Carrera
Su primer papel fue como el humano traidor Daniel Bernstein en V: La miniserie original, de la NBC (1983). Nuevamente tuvo dicho papel en la secuela de 1984 V: La batalla final. 
David Packer era amigo de la coprotagonista Dominique Dunne en V. Ellos ensayaban una escena para V la misma noche que Dunne fue asesinada por su exnovio. 
También ha aparecido en películas como Días extraños, True Crime e Infested.
En 1994, David Packer recibió el premio As de Cable por su papel como Leo en la serie de televisión Big Al (1993). David Packer ha hecho apariciones como invitado en numerosos programas de televisión como ER, Fama, St. Elsewhere, The Division y CSI: Nueva York.

## Filmografía parcial

### Películas
| Año  | Título                   | Personaje               | Notas |
| ---- | ------------------------ | ----------------------- | ----- |
| 1987 | RoboCop                  | Doctor de emergencia #2 |       |
| 1988 | You Can't Hurry Love     | Eddie Hayes             |       |
| 1989 | Trust Me                 | Sam Brown               |       |
| 1989 | Valentino Returns        | Messner                 |       |
| 1989 | The Runnin' Kind         | Joey Curtis             |       |
| 1990 | Crazy People             | Mark Olander            |       |
| 1994 | Cityscrapes: Los Angeles | Bill                    |       |
| 1995 | True Crime               | Sargento Collins        |       |
| 1995 | Días extraños            | Lane                    |       |
| 1995 | The Courtyard            | Jack Morgan             |       |
| 1997 | No Strings Attached      | Ben Lowenstein          |       |
| 1997 | Bombshell                | Brad                    |       |
| 1998 | Almost Heroes            | Bidwell                 |       |
| 1998 | Beach Movie              | Howard                  |       |
| 2000 | Intrepid                 | George                  |       |
| 2001 | Hollywood Palms          | Joel                    |       |
| 2002 | Infested                 | Elliot                  |       |
| 2003 | You're Killing Me. ..    | Al Barsini              |       |
| 2010 | Peep World               | Eli                     |       |

### Televisión
| Año  | Título              | Personaje        | Notas                    |
| ---- | ------------------- | ---------------- | ------------------------ |
| 1983 | V                   | Daniel Bernstein | 2 episodios              |
| 1984 | V: La batalla final |                  | 3 episodios              |
| 1990 | Call Me Anna        | Glenn Bell       | Película para televisión |